# Regno delle Asturie
Il Regno delle Asturie fu la più antica entità politica cristiana che si stabilì nella penisola iberica dopo il collasso del regno Visigoto. Questo seguì la disfatta di re Rodrigo nella battaglia di Guadalete e della successiva conquista islamica della penisola Iberica.
Nel 1985 i suoi monumenti vennero dichiarati dall'UNESCO patrimonio dell'umanità.

## Orientamento ideologico del Regno
Dopo la vittoria di Pelagio nella battaglia di Covadonga (722) sui musulmani si stabilisce un piccolo territorio nelle montagne asturiane che darà luogo più tardi al Regno delle Asturie.

Questo territorio non si organizza in un primo momento come successore del regno goto, come il mito posteriore ha invece voluto stabilire, ma come un governo sorto per opera di un movimento indigeno comune fra Asturiani e abitanti della Cantabria (Luis G. de Valdeavellano, Historia de España, Madrid, Alianza Universidad, 1980, I, p. 386 e segg.).
L'influenza degli immigranti provenienti da sud (dalle regioni cioè conquistate dall'Islam), andrà impregnando di goticismo il regno asturiano. Senza dubbio, nelle epoche più tarde del regno, negli Annali scritti all'epoca di Alfonso II, si rinnegava tuttavia il retaggio dei Visigoti, incolpati d'aver perso la Hispania. Le cronache su cui ci si basa per la conoscenza dell'epoca, tutte scritte all'epoca di Alfonso III, quando l'influenza ideologica "goticista" era già importante, sono la Crónica Sebastianiense, la Crónica Albeldense e la Crónica Rotense. Si tratta quindi di cronache di una certa inaffidabilità, impregnate di provvidenzialismo e di goticismo. Inoltre tendono a magnificare i sovrani della stirpe del duca Pietro di Cantabria (Ramiro I e Alfonso III Magno erano suoi discendenti), a detrimento dei re discendenti da Pelagio. Tali lotte fra i lignaggi cantabrici e quello di Pelagio dettero luogo a una guerra civile, col confronto fra Ramiro I e Nepoziano, marito di una pronipote di Pelagio, ma anche di Pietro.

## Primi decenni

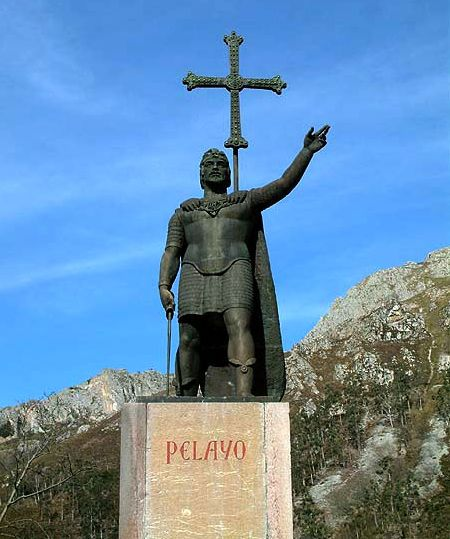
Pelagio

Il suo primo condottiero fu proprio Pelagio, che, secondo la leggenda, era un nobile, figlio del duca Favila e nipote del re visigoto Reccesvindo, che dopo la ribellione stabilì la capitale a Cangas de Onís. Dopo la vittoria di Covadonga e soprattutto dopo la conquista di Gijón, molti Visigoti si unirono a Pelagio, il quale ebbe l'appoggio di Pietro di Cantabria, che controllava un territorio nei monti della Cantabria e che inviò il proprio figlio Alfonso a Cangas de Onís, alla corte del principe delle Asturie.
Alla sua morte, suo figlio Fafila, o Favila, fu eletto monarca. Fafila, secondo le cronache, morì a causa di un orso (in una delle prove di valore normalmente pretese per la nobiltà dell'epoca). Gli succedette Alfonso I, figlio di Pietro, duca visigoto di Cantabria.
Alfonso aveva lottato accanto a Pelagio contro i musulmani ed era sposato con sua figlia Ermesinda. Si autoproclamò primo re delle Asturie. Alfonso I sarà colui che avviò l'espansione territoriale del piccolo reame cristiano dal suo primo insediamento dei Picos de Europa, intanto unendo i territori del principato delle Asturie con i territori cantabrici governati dal padre, e poi, dando avvio alla Reconquista, avanzando a ovest verso la Galizia e verso sud con continue incursioni nella valle del Duero impadronendosi di città e territori e trasferendo i loro abitanti verso le zone maggiormente sicure del nord. Ciò provocherà lo spopolamento strategico dell'altopiano, creando il Deserto del Duero come protezione contro futuri attacchi islamici.
Questo spopolamento, asserito da Claudio Sánchez-Albornoz, è messo in dubbio oggi, almeno per quanto si riferisce all'ampiezza del fenomeno. L'idea principale avanzata per rifiutare l'ipotesi è che tutte le città conservarono il loro nome e al momento di ripopolarsi esse recuperarono immediatamente il loro status (come avvenne per quelle che erano sedi episcopali), cosa che indica che in parte esse erano rimaste popolate.

## Espansione iniziale
Poco a poco questo reame andò estendendosi, approfittando delle lotte intestine in al-Andalus, consolidandosi in tutto il versante cantabrico, dalla Galizia fino ai Paesi Baschi (Vizcaya). Fruela I il Crudele, figlio di Alfonso I, consolidò e ampliò i domini di suo padre sull'altopiano. Fondò la città di Oviedo. Fu assassinato da alcuni nobili, vincolati alla casa di Cantabria, anche per punirlo dell'omicidio di suo fratello, Vimarano. Gli succedette Aurelio, discendente di Pietro di Cantabria. Alla sua morte, gli succedette Silo, che trasferì la corte a Pravia. Silo era sposato con Adosinda, la figlia di Alfonso I (pertanto dello stesso lignaggio di Pelagio e di Pietro).

## Consolidamento
Alla morte del re Silo fu eletto il giovane Alfonso (che più tardi sarà Alfonso II delle Asturie), ma Mauregato, figlio illegittimo del re Alfonso I, organizzò una forte opposizione e ne conseguì che il nuovo re si ritirò nelle terre dell'Álava (sua madre, Munia, era basca) aggiudicandosi il trono asturiano. Questo re, a dispetto della cattiva fama che la storia gli attribuì, mantenne buone relazioni con Beato di Liébana, forse la figura culturalmente più importante del reame, e lo sostenne nella sua lotta contro l'adozionismo. La leggenda vuole che questo sovrano fosse figlio illegittimo di Alfonso I e di una musulmana e gli fa carico del "tributo delle cento donzelle". Gli succedette Bermudo I, fratello di Aurelio. Fu chiamato el diácono, per quanto probabilmente avesse preso solo i voti minori.
Bermudo abdicò dopo una disfatta militare, da parte delle truppe di al-Andalus nella regione del Bierzo (la comarca di Ponferrada), nel 791, tornando al suo antico stato clericale, finendo i suoi giorni in un monastero e lasciando la strada aperta al ritorno, sul trono delle Asturie, del cugino, Alfonso II il Casto. Alfonso II tornò nelle Asturie proclamandosi re, mettendo fine al periodo di relativa pace coi musulmani del periodo precedente.
Durante il suo regno conquistò (temporaneamente) Lisbona nel 798 e batté contemporaneamente due eserciti musulmani a Narón e ad Anceo (825). Portò la capitale del regno a Oviedo, dove innalzò innumerevoli edifici. Ripopolo la Galizia, la Castiglia e León. Fu un regno esposto a continui attacchi dei musulmani. Ciò malgrado esso si espanse e apparve nell'architettura il cosiddetto preromanico asturiano che aprì le porte ai gioielli dell'architettura medievale europea. La tradizione dice che durante il suo regno si scoprì la tomba dell'Apostolo San Giacomo (Santiago) e che Alfonso II avviò il culto di San Giacomo (Santiago), e che, col Cammino di Santiago, unì le Asturie all'Europa (specialmente col regno di Carlo Magno), delineando come comune nemico un meridione di cultura orientale.
Alfonso II era di madre alavesa, col che si spiega la vocazione ad attirare verso il regno asturiano i vicini Baschi. Nella battaglia di Lutos (llodos in asturiano, ciénagas in castigliano, cioè 
"paludi"), fu inflitta una dura disfatta agli Arabi e ai Berberi che volevano sbarazzarsi della crescente minaccia che essi immaginavano provenisse loro dal regno asturiano. Nell'808, fece forgiare la Croce degli Angeli. Questo sovrano incaricò l'architetto Tioda di costruire vari edifici di carattere regio e religioso per abbellire Oviedo, pochi dei quali sfortunatamente sono sopravvissuti, essendosi erette nelle età posteriori nuove costruzioni lì dove quelli s'ergevano.
I re seguenti, Ramiro I (figlio di Bermudo), che fu proclamato re dopo una guerra civile, e suo figlio, Ordoño I, vissero in un periodo di guerra continua contro i musulmani. 

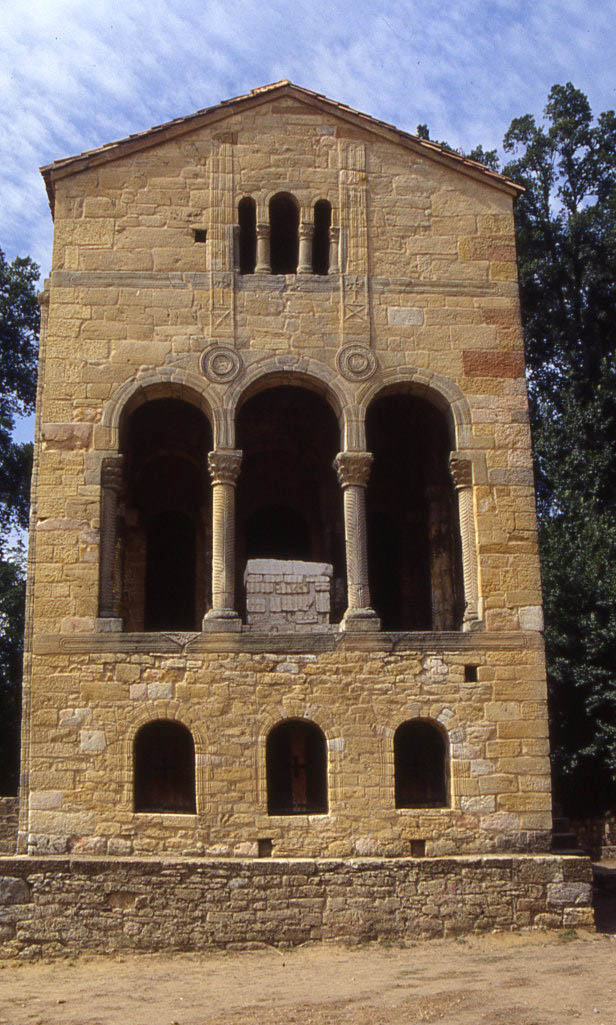
Palazzo di Santa María del Naranco, gioiello dell'arte ramirense.

Ramiro I combatté (secondo la leggenda) la battaglia di Clavijo, nella quale Santiago, da quel giorno soprannominato Matamoros (Ammazza-musulmani), in sella a un cavallo bianco, aiutò l'esercito asturiano contro le truppe islamiche. A seguito di questa battaglia in cui Ramiro I sconfisse l'emiro ‘Abd al-Rahmān II, il tributo annuo da versare a Cordova e consistente (sempre secondo la leggenda) in 100 giovinette (il tributo si chiamava per questo motivo delle cento donzelle) ed iniziato con il regno di Mauregato, divenne il voto de Santiago, consistente in un tributo in denaro al santuario di Santiago di Compostela.
Nell'anno 844, una flotta vichinga comparve di fronte alla costa di Gijón. Non si sa con certezza se sbarcarono colà ma i Vichinghi non furono bloccati ed essi proseguirono fino al posto che le cronache chiamano Faro de Brigantio (La Coruña, dal quale furono respinti indietro, proseguendo l'incursione, secondo le cronache, fino alla España (le cronache asturiane chiamavano España, al-Andalus).
Ai tempi di Ramiro I, si sviluppò l'arte ramirense, l'apogeo del preromanico asturiano.
Ordoño, dopo la sconfitta nella battaglia del Guadacelete, nell'854, ripopolò Astorga, León, Tuy e Amaya. Stabilì relazioni strette col regno di Navarra, contribuendo forse alla liberazione del re García I Íñiguez, sequestrato dai Vichinghi. All'interno dello stretto rapporto avviato con la valle dell'Ebro, creò alleanze con la famiglia di convertiti musulmani dei Banu Qasi di Saragozza che egli combatté in altre occasioni, nei vari mutamenti di alleanze. Ordoño provò ad aiutare, senza successo, i mozarabi toledani, in rivolta contro l'emiro cordovano.
E nell'859, Ordoño sconfisse il governatore di Saragozza, Musa II davanti alla città fortificata di Albaida, che poi assediò, conquistò e distrusse. Poi mentre avanzava verso Tudela, città dei Banu Qasi, per avere il controllo dell'accesso alla Navarra ed ai Paesi Baschi, l'emiro di Cordova, Muḥammad I ibn ʿAbd al-Raḥmān, invase l'Álava, saccheggiando diverse città; e poi, sconfisse il suo fratellastro, Rodrigo, primo conte di Castiglia, a Bureba.
Alla sua morte, gli succede suo figlio Alfonso III Magno.

## Apogeo e fine

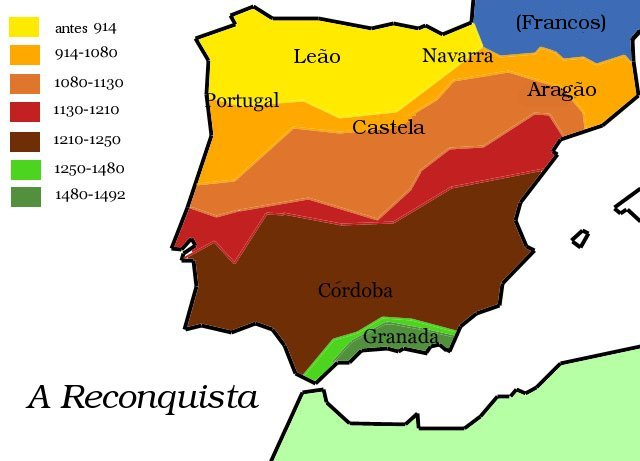
In giallo, l'estensione approssimativa dei regni delle Asturie e di Navarra alla morte di Alfonso III.

Con Alfonso III si arrivò all'apogeo del potere del regno delle Asturie. Egli stabilì relazioni molto strette col Regno di Navarra, sposando Jimena, nobile navarrese, probabilmente figlia di García I Iñíguez. Lottò e si alleò più volte con i Banu Qasi di Saragozza e combatté a fianco dei mozarabi di Toledo nella loro lotta contro il potere musulmano.
Durante il suo regno, nel corso di un'ampia campagna condotta contro i musulmani di al-Andalus, fu fondata da suo cugino, il conte di Castiglia Diego Rodriguez Porcelos, la città di Burgos.
Nell'ultimo decennio del IX secolo, approfittando del fatto che l'emiro di al-Andalus, ʿAbd Allāh ibn Muḥammad, era impegnato in contese intestine, Alfonso III, avanzando anche lungo il Duero, riuscì a conquistare le roccaforti di Zamora, Simancas, San Esteban de Gormaz ed Osma.
Nel 905, Alfonso III, con colpo di Stato, depose il re di Pamplona (molto probabilmente suo cognato), Fortunato Garcés sostituendolo con Sancho I Garcés.
Nel 908, un secolo dopo che Alfonso II lo aveva fatto con la croce degli Angeli, mandò a forgiare la croce della Vittoria, simbolo da allora delle Asturie.
Col sostegno dei nobili galiziani, come Hermenegildo Gutiérrez, conquistò il Nord del Portogallo.
Alla sua morte, il regno asturiano occupava tutto il nord est peninsulare, da Porto ad Álava.
Nell'ultimo anno del suo regno, il figlio García, che aveva sposato Nuña, figlia del conte di Castiglia Nuño Nuñez (l'ispiratore della rivolta), si ribellò al padre. Alfonso catturò García, ma Nuño fomentò una rivolta con l'appoggio della regina Jimena e di altri due figli di Alfonso, Ordono e Fruela.
Per evitare la guerra civile, Alfonso III si ritirò, con Jimena, a Zamora, dove morì il 20 dicembre 910, liberò García, e divise il regno tra i suoi tre figli maggiori:
- a García, il figlio maggiore, andò il León
- a Ordoño, il secondogenito, andò la Galizia
- a Fruela, terzogenito, andarono le Asturie.

Nella divisione il regno più importante fu il León, e quando Fruela II, nel 925, riunificò nuovamente i tre regni in un unico regno, trasferì la capitale del regno a León, dando vita ad un nuovo regno: il Regno di León.

## Cultura e società
Il regno aveva sviluppato un'economia di sussistenza puramente basata sull'agricoltura e l'allevamento, eminentemente rurale, con Oviedo come unico nucleo urbano nelle attuali Asturie. Tuttavia aveva una serie di città importanti nelle altre parti del regno, come Braga, Lugo, Astorga, León, Zamora. La società, di tipo egualitario in una prima fase, si andò progressivamente feudalizzando, soprattutto con l'arrivo della popolazione mozaraba di cultura visigota. Paradossalmente questa popolazione cristianizzò il reame, che inizialmente s'era connotata come una zona in cui sopravvivevano numerosi elementi culturali pagani (la chiesa di Santa Cruz, a Cangas de Onís, prima vestigia architettonica del regno, fu costruita sopra un dolmen).
Malgrado tradizionalmente si ritenga che l'attività culturale fosse assai scarsa, il lavoro relativo al Beato, l'acrostico dedicato a Silo, le costruzioni preromaniche e così via, fanno sì che questo punto di vista si stia modificando.
L'organizzazione territoriale era impiantata sulle contee, che comandavano le aree più lontane, essendo il nucleo iniziale astur-cantabrico sotto il comando diretto del re. La struttura della corte, l'oficio palatino, era molto più semplice di quello dei Visigoti.

## Lascito
Il regno delle Asturie si considera tradizionalmente come il punto di partenza della Reconquista. Sebbene nei primi momenti esso fosse solo un punto di aggregazione di lotta indigena contro i popoli stranieri (come gli Asturiani e i Cantabrici avevano già fatto contro i Romani e i Visigoti), la spettacolare espansione posteriore e il fatto di aver contenuto in sé il germe del futuro regno di Castiglia forniscono una rilevanza storica al Regno che all'epoca non era possibile scorgere.
Per quanto attiene al settore culturale, oltre al preromanico, il Regno delle Asturie fu il luogo in cui nacque l'asturiano, l'asturleonese, o bable, lingua del Regno di León fino alla sua definitiva unione alla Castiglia.